# Turul Flandrei 2021
Turul Flandrei 2021 a fost cea de a 105-a ediție a cursei clasice de ciclism Turul Flandrei, cursă de o zi. S-a desfășurat pe data de 4 aprilie 2021 și a făcut parte din calendarul UCI World Tour 2021. Cursa a avut startul la Anvers și s-a încheiat la Oudenaarde. Distanța totală a cursei a fost de 263,7 de kilometri.

## Echipe participante
Întrucât Turul Flandrei este un eveniment din cadrul Circuitului mondial UCI 2021, toate cele 19 echipe UCI au fost invitate automat și obligate să aibă o echipă în cursă. Șase echipe profesioniste continentale au primit wildcard.

### Echipe UCI World
| - AG2R Citroën Team - Astana-Premier Tech - Bora–Hansgrohe - Cofidis - Deceuninck–Quick-Step - EF Education-Nippo - Groupama–FDJ - Ineos Grenadiers - Intermarché-Wanty-Gobert Matériaux - Israel Start-Up Nation | - Lotto Soudal - Movistar Team - Team Bahrain Victorious - Team BikeExchange - Team DSM - Team Jumbo–Visma - Team Qhubeka Assos - Trek-Segafredo - UAE Team Emirates |  |

### Echipe continentale profesioniste UCI
| - Alpecin-Fenix - Arkéa-Samsic - B&B Hotels p/b KTM | - Bingoal-WB - Sport Vlaanderen-Baloise - Total Direct Énergie |  |

## Rezultate
| Loc | Concurent            | Echipă                 | Timp       |
| --- | -------------------- | ---------------------- | ---------- |
| 1   | Kasper Asgreen       | Deceuninck–Quick-Step  | 6h 02' 12" |
| 2   | Mathieu van der Poel | Alpecin-Fenix          | +0"        |
| 3   | Greg van Avermaet    | AG2R Citroën Team      | +32"       |
| 4   | Jasper Stuyven       | Trek-Segafredo         | +33"       |
| 5   | Sep Vanmarcke        | Israel Start-Up Nation | +47"       |
| 6   | Wout van Aert        | Team Jumbo-Visma       | +47"       |
| 7   | Gianni Vermeersch    | Alpecin-Fenix          | +47"       |
| 8   | Anthony Turgis       | Total Direct Énergie   | +47"       |
| 9   | Florian Sénéchal     | Deceuninck–Quick-Step  | +47"       |
| 10  | Dylan van Baarle     | Ineos Grenadiers       | +47"       |

## Legături externe
- Site web oficial